# Liste von zum UNESCO-Welterbe zählenden Kirchengebäuden in Rom (Altstadt)
Die Liste von zum UNESCO-Welterbe zählenden Kirchengebäuden in Rom (Altstadt) enthält die Kirchengebäude innerhalb der 1980 zum UNESCO-Welterbe ernannten Centro Storico (Altstadt) von Rom.
(Nicht aufgelistet sind hier die zum Vatikan gehörenden Kirchengebäude, die bereits in der Liste von zum UNESCO-Welterbe zählenden Kirchengebäuden (Europa) unter → Vatikanstadt aufgeführt sind.)
Die Reihung der Einträge folgt dem Alphabet für die Spalte Name. Die Bezeichnungen folgen auch bei Lemmas mit deutschen Überschriften dem italienischen Original. Ihnen üblicherweise vorangestellte Gebäudetypenbezeichnungen wie chiesa, basilica etc. werden durchgängig nicht aufgeführt. Im Versuch, deutschsprachige Lesegewohnheiten aufzunehmen, sind hierbei ebenfalls nicht die Variationen von „San“, „Sant’“, „Santa“ u.ä. sondern erst der nachfolgende Name des Patroziniums bestimmend, und bei gleichen Namen werden wiederum Präpositionen wie „al“, „del“ etc. vernachlässigt und der Anfangsbuchstabe des folgenden Wortes sind bestimmend für die Reihenfolge (z.B. „Sant’Andrea delle Fratte“ deshalb vor „Sant’Andrea della Valle“).

## Alphabetisch sortierte Liste

### A
| Name                                              | Bild | Baujahr               | Bemerkung |
| ------------------------------------------------- | ---- | --------------------- | --- |
| Sant’Agata dei Goti                               |      | ca. 4. Jahrhundert    | Sant’Agata dei Goti (lateinisch Sanctae Agathae (sita) in Suburra, auch Sant’Agata in Subura genannt) ist Titelkirche eines Kardinaldiakons und steht am Osthang des Viminal im antiken Stadtteil Subura, heute Rione Monti, wo die Via Mazarino und die Via Panisperna sich kreuzen. |
| Sant’Agnese in Agone                              |      | 1672                  | Sant’Agnese in Agone (ital.; dt.: hl. Agnes in Agone – von der früheren Bezeichnung der Piazza Navona als Piazza in Agone, lat.: Ecclesia Sanctae Agnetis in Agone) im Stadtteil Parione, dem Rione VI ist eine Rektoratskirche der Pfarrei San Lorenzo in Damaso und Titelkirche des Kardinaldiakons von Sant’Agnese in Agone. (Titelinhaber ist seit 22. Februar 2014 Gerhard Ludwig Müller (bis Juli 2017 Präfekt der Glaubenskongregation).) |
| Sant’Agostino in Campo Marzio                     |      | 1479                  | seit 1587 Titelkirche der Stadt Rom und seit 1999 Basilica minor |
| Santi Ambrogio e Carlo                            |      | 1684                  | Santi Ambrogio e Carlo, auch San Carlo al Corso, Titelkirche und Basilica minor, liegt an der Via del Corso. Gestiftet von der Erzbruderschaft der Lombarden (Arciconfraternita dei Lombardi), war Anlass für den Bau der Kirche die im Jahr 1610 erfolgte Heiligsprechung von Karl Borromäus. Die Kirche stellt mit ihrer Größe, ihrem lichtdurchfluteten Inneren, dem polychromen Marmor, vergoldetem Stuck und den zahlreichen allegorischen Fresken eines der herausragenden barocken Bauwerke Roms dar und erstrahlt, nachdem aufwendige Restaurierungsarbeiten vor einigen Jahren abgeschlossen wurden, in neuem Glanz. |
| Sant’Ambrogio della Massima                       |      | 1634                  | Sant’Ambrogio della Massima (lat.: Sancti Ambrosi de maxima), kleine Klosterkirche und Sitz der Generalkurie der Benediktinerkongregation von Subiaco. In ihrer heutigen Gestalt stammt sie aus dem frühen 17. Jahrhundert, steht aber auf antiken Gebäuderesten. Sie enthält einige bedeutende Kunstwerke. |
| Sant’Anastasia al Palatino                        |      | 4. Jahrhundert        | Titelkirche der römisch-katholischen Kirche im Rang einer Basilica minor |
| Santi Andrea e Bartolomeo al Laterano             |      | um 1642               | Santi Andrea e Bartolomeo al Laterano, in Rom auch Sant’Andrea in Laterano, kleine Kirche, die über einem oder mehreren Vorgängerbauten im 17. Jahrhundert errichtet wurde und ein sehr altes Marienbild enthält. |
| Sant’Andrea al Quirinale                          |      | 1678                  | Titelkirche von Odilo Pedro Kardinal Scherer und Rektoratskirche der Pfarrei San Vitale |
| Sant’Andrea delle Fratte                          |      | 17. Jahrhundert       | Titelkirche u. a. mit den Gräbern Rudolf Schadows und Angelika Kauffmanns sowie zwei Marmorstatuen Gian Lorenzo Berninis |
| Santi Andrea e Gregorio al Monte Celio            |      | um 1000               | Titelkirche, Klosterkirche der Kamaldulenser, in der 1130 die Wahl von Innozenz II. stattfand |
| Sant’Andrea degli Scozzesi                        |      | um 1592               | Sant’Andrea degli Scozzesi, kleine – heute entweihte – Kirche, war schottische Nationalkirche und Kirche des schottischen Priesterseminars. Sie entstand im ausgehenden 16. Jahrhundert, erhielt im 17. Jahrhundert ihr jetziges Aussehen und ist heute im Besitz der Fondazione Cassa di Risparmio delle Provincie Lombarde. |
| Sant’Andrea della Valle                           |      | 1622                  | Mutterkirche des Theatinerordens und Titelkirche; nach dem Petersdom hat sie die zweitgrößte Vierungskuppel |
| Sant’Angelo in Pescheria                          |      | 755 oder 770          | Sant’Angelo in Pescheria (lat. Santi Angeli in Foro Piscario) steht teilweise auf antiken Überresten, der Rest der Portikus der Octavia dient ihr als offener Vorraum. Klosterkirche der Caraccioliner und Titelkirche, enthält zahlreiche Reliquien. Bekannt ist sie daneben noch für ihre Ausstattung mit Kunstwerken verschiedener Jahrhunderte. |
| Sant’Anselmo all’Aventino                         |      | 1900                  | Benediktiner ließen die Kirche nach Plänen von Hildebrand de Hemptinne und Francesco Vespignani in den Jahren 1892 bis 1896 errichten, am 11. November 1900 die Weihe durch Kardinalstaatssekretär Mariano Rampolla del Tindaro. Die schlichte, dreischiffige Basilika, die von grauen ionischen Säulen getragen wird, ist lediglich in der Apsis mit Mosaiken verziert. Die Kirche liegt im Stadtteil XII (Ripa) an der Piazza di Sant’Anselmo. |
| Sant’Antonio dei Portoghesi                       |      | 1676                  | Sant’Antonio dei Portoghesi, in Rom häufiger Sant’Antonio in Campo Marzio (lat.: Sancti Antonii in Campo Martio) ist Nationalkirche der Portugiesen und wurde im 17. Jahrhundert errichtet. Bekannt ist sie vor allem für ihre Fassadengestaltung. |
| Sant’Apollinare alle Terme Neroniane-Alessandrine |      | Anfang 8. Jahrhundert | Die Titelkirche und Basilica minor war früher Pfarrkirche und zudem Kollegiumskirche des benachbarten Collegium Germanicum et Hungaricum sowie des Pontificio Seminario Romano Minore. Seit 1990 ist sie Universitätskirche der Päpstlichen Universität vom Heiligen Kreuz. |
| Santi XII Apostoli                                |      | um 560                | Santi Apostoli, auch Santi XII Apostoli (lateinisch Sanctorum XII Apostolorum), Basilica minor, im 6. Jahrhundert gegründet und bis 1827 mehrfach erneuert und ergänzt. Pfarrkirche der gleichnamigen Pfarrgemeinde sowie Titelkirche, enthält u. a. die Grabstätten von Papst Clemens XIV., vier Kardinälen und des Komponisten Girolamo Frescobaldi. Die Kirche war die Familienkirche der römischen Familie Colonna und gilt als „die letzte der großen römischen Basiliken“. |
| Sant’Atanasio dei Greci                           |      | 1583                  | Sant’Atanasio dei Greci wurde in der zweiten Hälfte des 16. Jahrhunderts errichtet und unterstand im Lauf der Zeit verschiedenen Orden. Sie ist Kirche des Pontificio Collegio Greco und Titelkirche. |

### B
| Name                                           | Bild | Baujahr                      | Bemerkung |
| ---------------------------------------------- | ---- | ---------------------------- | --- |
| Bambin Gesù                                    |      | erste Hälfte 18. Jahrhundert | Klosterkirche der Congregazione delle Suore Oblate del Bambino Gesù, einer Oblatinnenkongregation nach augustinischer Regel |
| Santa Barbara alla Regola                      |      | 11. Jahrhundert              | Santa Barbara alla Regola, in Rom allgemein Santa Barbara dei Librai genannt, hat ihre heutige Gestalt seit dem späten 17. Jahrhundert. Zunftkirche der Buchhändler (ital.: Librai) und war im 16. Jahrhundert für einige Jahrzehnte Titelkirche. |
| Santi Bartolomeo ed Alessandro dei Bergamaschi |      | 1591                         | Santi Bartolomeo ed Alessandro dei Bergamaschi an der Piazza Colonna, neben dem Palazzo Ferrajoli ist den Heiligen Bartholomäus und Alexander von Bergamo geweiht und die Nationalkirche der Bergamasken in Rom. Ursprünglich trug sie den Namen Santa Maria della Pietà, der sich auf das Relief oberhalb des Portals bezog. |
| San Bartolomeo all’Isola                       |      | um das Jahr 1000             | Kirche ist seit 2002 Gedenkstätte der Märtyrer des 20. Jahrhunderts |
| San Benedetto in Piscinula                     |      | 11. Jahrhundert              | seit 2003 der geistlichen Gemeinschaft der Herolde des Evangeliums (Evangelii Praecones; EP), einer Vereinigung päpstlichen Rechts, zur Nutzung anvertraut |
| San Benedetto della Ciambella                  |      | erste Hälfte 17. Jahrhundert | Die kleine Kirche ist nicht als eigenes Gebäude errichtet, sondern in das umgebende Haus integriert. |
| San Bernardino da Siena                        |      | Anfang 17. Jahrhundert       | seit 2003 offizielle Gemeindekirche in Rom ansässiger Chinesen römisch-katholischen Glaubens, steht auf Resten antiker Bebauung, bekannt für ihre Ausstattung mit Fresken |
| San Bernardo alle Terme                        |      | 1594                         | Klosterkirche der Zisterzienser, Titelkirche und ehemalige Pfarrkirche |
| Santa Bibiana                                  |      | 1220                         | Santa Bibiana gilt in mehrfacher Hinsicht als bemerkenswert: Die Fassade war der erste größere Architekturauftrag für Gian Lorenzo Bernini; von ihm stammt auch der Hochaltar mit der Skulptur der Titelheiligen; und hier hat Pietro da Cortona den frühesten Freskenzyklus in seinem neuen Stil ausgeführt. |
| San Bonaventura al Palatino                    |      | ab 17. Jahrhundert           | auch San Bonaventura alla polveria, im 19. Jahrhundert renoviert und leicht verändert, kleine Klosterkirche der Franziskaner, verwahrt eine Reihe an Reliquien. |
| Santi Bonifacio e Alessio                      |      | etwa ab 7. Jahrhundert       | Santi Bonifacio e Alessio (lat. Sancti Bonifatii et Alexii), kurz meist Sant’Alessio, ist eine Basilika und eine Titelkirche, die den hll. Bonifatius von Tarsus und Alexius von Edessa geweiht ist und auf dem Aventin steht, dem südlichsten der sieben Hügel Roms, der heute zum Stadtteil Ripa gehört. Dieser XII. Stadtteil zeigt im Wappen ein weißes Schiffssteuerrad als Reminiszenz an den alten Tiberhafen.                                                    |
| Santa Brigida                                  |      | Beginn des 15. Jahrhunderts  | Santa Brigida, die Kirche war Nationalkirche der Schweden und ist heute Klosterkirche des sog. Schwedischen Zweiges des Erlöserordens. |
| Bufalini-Kapelle                               |      | frühe 1480er                 | Bufalini-Kapelle oder auch Kapelle des heiligen Bernhardin von Siena in der Basilika Santa Maria in Aracoeli in Rom ist wegen des Freskenzyklus von Pinturicchio berühmt. Sie zählt zu den bedeutendsten Kapellen, die in der Zeit der Frührenaissance in Rom gestaltet wurden. Die Kapelle, die erste im rechten Seitenschiff, ist dem heiligen Bernhardin von Siena geweiht und wird auch nach ihrem ersten Stifter Nicolò di Manno Bufalini Bufalini-Kapelle genannt. |

### C
| Name                                       | Bild | Baujahr              | Bemerkung |
| ------------------------------------------ | ---- | -------------------- | --- |
| San Callisto                               |      | 1610                 | kleine Kirche im Stadtteil Trastevere in Nachbarschaft zur Piazza von Santa Maria in Trastevere, Titelkirche. |
| Carafa-Kapelle                             |      | 1493                 | Carafa-Kapelle (Cappella Carafa) in der Basilika Santa Maria sopra Minerva ist durch die Fresken von Filippino Lippi berühmt und zählt zu den bedeutendsten Kapellen, die in der Zeit und im Stil der Frührenaissance zwischen 1488 und 1493 in Rom gestaltet wurden. Dargestellt ist der Ruhm der Gottesmutter Maria und des heiligen Thomas von Aquin, des mittelalterlichen Kirchenlehrers und Dominikaners. Die Kapelle ist nach ihrem Stifter Kardinal Oliviero Carafa benannt, der dem neapolitanischen Adelsgeschlecht der Carafa entstammte, und befindet sich an der Stirnseite des rechten Querschiffs. |
| San Carlo ai Catinari                      |      | ab 1612              | auch Santi Biagio e Carlo ai Catinari (lat.: Sancti Blasii et Caroli ad Catinarios), Titeldiakonie, enthält u. a. Fresken von Domenichino und ein Gemälde von Pietro da Cortona. |
| San Carlo alle Quattro Fontane             |      | 1646                 | auch liebevoll „San Carlino“ genannt |
| Santa Caterina dei Funari                  |      | 1564                 | Santa Caterina dei Funari (lat.: Sanctae Catharinae Funariorum) entstand in der heutigen Form im 16. Jahrhundert und ist vor allem für ihre Fassade und ihre Ausstattung mit Fresken und Gemälden bekannt. |
| Santa Caterina della Rota                  |      | Ende 16. Jahrhundert | Santa Caterina della Rota, gelegentlich auch Sant’Anna, die kleine Kirche enthält auch einige Fresken. Interessant ist die Namensgeschichte. |
| Christo                                    |      | 1910–1922            | Evangelisch-lutherische Kirche im Stadtteil Ludovisi, Architekt war Franz Heinrich Schwechten, der auch die Kaiser-Wilhelm-Gedächtniskirche in Berlin-Charlottenburg geplant hat – die derzeit einzig bekannte evangelische Kirche in der römischen Altstadt. |
| Santa Cecilia in Trastevere                |      | 9. Jahrhundert       | Santa Cecilia in Trastevere (lateinisch Sanctae Ceciliae trans Tiberim) ist eine der heiligen Cäcilia geweihte Basilica minor und wurde westlich des Tibers in Trastevere errichtet. |
| Santa Chiara                               |      | vermutl 1565         | Santa Chiara entstand unter Verwendung von Bauteilen des 16. Jahrhunderts im 19. Jahrhundert. Sie war Klosterkirche der Klarissen und ist heute Kirche des Päpstlichen Französischen Priesterseminars. |
| Santi Claudio e Andrea dei Borgognoni      |      | 1731                 | Santi Claudio e Andrea dei Borgognoni (auch ohne Beinamen Santi Claudio e Andrea genannt) ist eine dem Hl. Claudius und Hl. Andreas geweihte Barock-Kirche, deren heutige Gestalt der ersten Hälfte des 18. Jahrhunderts entstammt. Sie ist Regionalkirche der Burgunder (ital. Borgognoni). Sie wird von Ordensmitgliedern der Eucharistiner betreut. |
| San Clemente                               |      | 12. Jahrhundert      | vollständig Basilica San Clemente al Laterano, die an einem alten Pilgerweg zum Lateran liegt |
| Cornaro-Kapelle                            |      | 1652                 | Cornaro-Kapelle (1647–1652) befindet sich in der Kirche Santa Maria della Vittoria und wurde von Kardinal Federico Baldissera Bartolomeo Cornaro, einem Mitglied der venezianischen Cornaro-Familie, als Grablege gestiftet. Die Kapelle zusammen mit der berühmten Skulptur Verzückung der Heiligen Theresa im linken Querarm der Kirche ist das Werk des Bildhauers und Architekten Giovanni Lorenzo Bernini. |
| Santi Cosma e Damiano                      |      | um 525               | Santi Cosma e Damiano (lateinisch Sanctorum Cosmae et Damiani), den Brüdern Kosmas und Damian, heiligen Ärzten und Märtyrern, geweihte Titeldiakonie, Rektoratskirche und ehemalige Pfarrkirche sowie Klosterkirche des Dritten Regulierten Ordens des hl. Franziskus (T.O.R.). Außerdem war sie Stationskirche am Donnerstag in der dritten Fastenwoche und steht im Rang einer Basilika minor. |
| San Crisogono                              |      | ab 5. Jahrhundert    | (lat.: Sancti Chrysogoni), vollständig Basilica di San Crisogono in Trastevere, Pfarrkirche der gleichnamigen Pfarrei, Titelkirche, Basilica minor, enthält 24 antike Säulen sowie Kosmatenarbeiten und eine Unterkirche, war die Nationalkirche der Sarden und Korsen. |
| Santa Croce e San Bonaventura dei Lucchesi |      | vermutlich 1575      | Santa Croce e San Bonaventura dei Lucchesi, auch Santa Croce e di San Bonaventura dei Lucchesi, in Rom häufig auch in der Kurzform Santa Croce, ist Klosterkirche der Gemeinschaft Società di Maria Riparatrice und war luccesische Nationalkirche. |
| Santa Croce in Gerusalemme                 |      | ab 330               | Basilica Santa Croce in Gerusalemme (lateinisch Basilica Sanctae Crucis in Hierusalem, Basilika des Heiligen Kreuzes in Jerusalem) ist eine der sieben Pilgerkirchen. Bedeutung hat sie vor allem wegen verschiedener hier aufbewahrter Kreuzreliquien, von denen sich auch das Patrozinium der Kirche ableitet. Seit 2017 Titelkirche von Juan José Kardinal Omella Omella. |
| Santissimo Crocifisso                      |      | vermutlich 1568      | Santissimo Crocifisso (ital.: „der allerheiligste Gekreuzigte“), ein Oratorium, entstanden in seiner heutigen Form in der zweiten Hälfte des 16. Jahrhunderts. Über etwa eineinhalb Jahrhunderte arbeiteten eine Reihe in ihrer Zeit berühmte Musiker in ihm. Das Oratorium enthält zudem mehrere Fresken bedeutender Künstler. Das Gebäude wird nach vorübergehender Profanierung erst seit 1963 wieder zu religiösen Zwecken genutzt. |
| Sacro Cuore di Gesù a Castro Pretorio      |      | 1887                 | Basilica minor, Titelkirche; die Herz-Jesu-Basilika ist mit seinen Anlagen das Zentrum der Salesianer in Rom |

### D
| Name                   | Bild | Baujahr                  | Bemerkung |
| ---------------------- | ---- | ------------------------ | --- |
| Santi Domenico e Sisto |      | etwa 16./17. Jahrhundert | Santi Domenico e Sisto (lat. Sanctorum Dominici et Sixti), auch San Sisto Nuovo, ist bekannt für die ungewöhnliche Treppenanlage sowie für ihre Deckenmalerei. |
| Santa Dorotea          |      | um 1123                  | Santa Dorotea, auch Santi Silvestro e Dorotea, entstammt in ihrer heutigen Form der Mitte des 18. Jahrhunderts auf den Resten einiger Vorgängerbauten. Pfarrkirche und Klosterkirche der Franziskaner-Minoriten. Die im Kloster lebenden Bruderschaften spielten sowohl für die Gründung der Ordensgemeinschaften der Theatiner als auch der Piaristen eine wichtige Rolle. Ungewöhnlich für römische Kirchen ist die Grundstruktur Santa Doroteas, sie stellt eine Mischung aus Zentralbau und einschiffigem Langhaus dar. |

### E
| Name                      | Bild | Baujahr  | Bemerkung |
| ------------------------- | ---- | -------- | --- |
| Sant’Eligio de’ Ferrai    |      | vor 1550 | Sant’Eligio de’ Ferrai, auch Sant’Eligio dei Ferrari, im römischen Sprachgebrauch auch Sant’Alo bzw. Sant’Anigro genannt, stammt aus der ersten Hälfte des 16. Jahrhunderts und ist Bruderschaftskirche der Confraternità dei Fabbri, ital. Bruderschaft der Schmiede. Bekannt ist sie für ihre reiche Ausstattung mit Stuck und Marmorarbeiten, vornehmlich aus dem 18. Jahrhundert.                                             |
| Sant’Eligio degli Orefici |      | 1537     | Sant’Eligio degli Orefici (lat.: Sancti Eligii aurificum; dt.: St. Eligius der Goldschmiede) ist die Zunftkirche der römischen Gold- und Silberschmiede. Der Beiname degli Orefici unterscheidet die Kirche von jener der Grobschmiede, Sant’Eligio de’ Ferrai. Obwohl fast unbekannt, gilt sie als „eines der vorzüglichsten Bauwerke“ aus der Zeit der römischen Hochrenaissance und geht auf einen Entwurf von Raffael zurück. |
| Sant’Eusebio              |      | 1238     | Sant’Eusebio (lateinisch Sancti Eusebii), vollständig Sant’Eusebio all’Esquilino, gilt als eine der ältesten Titelkirchen der römisch-katholischen Kirche (Titulus Eusebii) und ist heute Pfarrkirche und Stationskirche für den Freitag der vierten Fastenwoche. Bekannt wurde sie u. a. durch das im 18. Jahrhundert von zwei deutschen Künstlern ausgeführte Deckenfresko im Mittelschiff.                                     |

### F
| Name                                              | Bild | Baujahr               | Bemerkung |
| ------------------------------------------------- | ---- | --------------------- | --- |
| San Filippo Neri in Via Giulia                    |      | ab 1603               | wegen der geringen Ausmaße in Rom als San Filippino bekannt, wurde im 18. Jahrhundert neu erbaut und im 20. Jahrhundert entweiht, durch Vernachlässigung fast völlig zerstört und ihrer Kunstwerke beraubt, wurde sie zwar renoviert, ist aber nunmehr Teil des umgebenden Wohnblocks und nicht mehr öffentlich zugänglich.                                               |
| San Filippo Neri nel Palazzo Massimo alle Colonne |      | ab 1710               | kleine Kapelle im Palazzo Massimo alle Colonne zur Erinnerung an ein Wunder, das sich am 16. März 1583 zugetragen haben soll, wurde im 18. Jahrhundert durchgreifend umgebaut und nochmals zu Beginn des 19. Jahrhunderts neu gestaltet. Obwohl eigentlich zur öffentlichen Kirche erklärt, ist die Kapelle, weil nach wie vor Privatbesitz, nur einmal im Jahr geöffnet. |
| Santa Francesca Romana                            |      | 9. Jahrhundert        | Santa Francesca Romana al Palatino, auch Santa Maria Nova, Basilika im Stadtteil Campitelli, dem Rione X der historischen Altstadt, Filialkirche der Pfarrei San Marco und Titelkirche des Kardinalpriesters von Santa Maria Nuova. Sie ist auch Klosterkirche des Konvents Santa Maria Nova der Olivetaner.                                                              |
| San Francesco di Paola dei Calabresi              |      | Mitte 17. Jahrhundert | auch San Francesco di Paola ai Monti genannt, wurde einige Male umgestaltet und ist Klosterkirche der Paulaner, Titeldiakonie. |
| San Francesco a Ripa                              |      | ab 1231               | eigentlich San Francesco d’Assisi a Ripa Grande (lat.: Sancti Francisci Assisiensis ad Ripam Maiorem) in Trastevere, unweit der Aurelianischen Mauer, rund 200 m westlich des Tiber wurde um 1680 durch die heutige Basilika ersetzt und mit vielen Skulpturen bzw. Denkmälern für Kardinäle ausgestattet.                                                                |
| Santissime Stimmate di San Francesco              |      | 1192 / 1721           | Santissime Stimmate di San Francesco, entstand in der heutigen Form im frühen 18. Jahrhundert, hatte aber einen Vorgängerbau aus dem 12. Jahrhundert. Bekannt ist sie für die Ausschmückung der Kapellen; in einer ruhen nächste Angehörige Papst Leos XIII. |
| San Francesco Saverio                             |      | ab 1630               | besser bekannt als Oratorio del Caravita, eine dem spanischen Jesuiten Franz Xaver (ital.: Francesco Saverio) geweihte Kirche |

### G
| Name                                         | Bild | Baujahr                     | Bemerkung |
| -------------------------------------------- | ---- | --------------------------- | --- |
| Santissimo Nome di Gesù all’Argentina        |      | ab 1568                     | bekannt als Il Gesù oder Jesuskirche, Mutterkirche des 1534 durch Ignatius von Loyola gegründeten und 1540 von Papst Paul III. bestätigten Jesuitenordens |
| San Giacomo degli Incurabili                 |      | 1600                        | (lat.: Sancti Iacobi incurabilium), in Rom gebräuchlicher San Giacomo in Augusta (lat.: Sancti Iacobi in Augusta), von Francesco da Volterra begonnen und von Carlo Maderno vollendet, gilt als „wichtige Entwicklungsstufe“ für die Kirchenbaukunst des 17. Jahrhunderts. |
| Santi Gioacchino e Anna alle Quattro Fontane |      | etwa 1611                   | Santi Gioacchino e Anna, italienisch Chiesa dei Santi Gioacchino e Anna alle Quattro Fontane, auch SS. Anna e Gioacchino und Santi Gioacchino e Anna alle Quattro Fontane, entstand im frühen 17. Jahrhundert und ist seit Mitte des 19. Jahrhunderts die Kirche des Belgischen Kollegs. |
| San Giorgio in Velabro                       |      | ab ca. 685                  | (lat.: Sancti Georgii in Velabro), Titeldiakonie, Rektoratskirche, Klosterkirche der Regularkanoniker des Ordens vom Heiligen Kreuz, war sie auch Stationskirche am Donnerstag nach Aschermittwoch. Gelegentlich sind für das Gotteshaus auch die Bezeichnungen San Giorgio al Velabro, San Giorgio in Fonte, San Giorgio della Chiavica oder Santi Giorgio e Sebastiano zu finden. |
| San Giovanni Decollato                       |      | 16. Jahrhundert             | San Giovanni Decollato, auch San Giovanni Battista Decollato, Baustil: Manierismus, Bruderschaftskirche der Confraternità della Misericordia und ist Titeldiakonie. Das Bauwerk selbst wie der benachbarte Kreuzgang und das danebenliegende Oratorium enthalten Kunstwerke von hohem Rang. |
| San Giovanni dei Fiorentini                  |      | ab 1518                     | San Giovanni Battista dei Fiorentini, auch San Giovanni dei Fiorentini, Basilica minor, Titelkirche, Pfarrkirche und Nationalkirche der Florentiner. Sie wurde über mehr als zwei Jahrhunderte errichtet und enthält neben bedeutenden Kunstschätzen die Grablegen von Francesco Borromini und Carlo Maderno. |
| San Giovanni a Porta Latina                  |      | ab Ende des 4. Jahrhunderts | San Giovanni a Porta Latina (lat.: Sancti Ioannis ante Portam Latinam), Basilika, nahe der Porta Latina in der Aurelianischen Mauer, im 5. Jahrhundert und um 720 erneuert. Bei der Restaurierung 1191 wurde ein Campanile hinzugefügt. Die Säulen des Portikus sowie im dreischiffigen Innenraum die Langhaus-Säulen stammen aus antiker Zeit. Die Fresken mit 46 alt- und neutestamentlichen Szenen wurden um 1191 gemalt. Die Apsisfresken entstanden um 1600, der Entwurf stammt von Cavalier d’Arpino. |
| San Giovanni in Oleo                         |      | 1509                        | San Giovanni in Oleo ist ein Oratorium und stammt in seiner heutigen Form mit dem „Charakter eines kostbaren Schmuckgehäuses“ im Wesentlichen aus dem frühen 16. Jahrhundert. Das Innere des Bauwerks wurde von Francesco Borromini gestaltet, die Fresken wurden von Lazzaro Baldi ausgeführt. Das Gebäude ist nicht frei zugänglich. Interessierte Besucher können sich an den Pförtner des Rosmini-Kollegiums in der Via Porta Latina, 17 wenden.                                                        |
| Santi Giovanni e Paolo                       |      | ab 410                      | Santi Giovanni e Paolo (lateinisch Sancti Ioannis et Pauli), auch Santi Giovanni e Paolo al Celio, ist ein Kirchenbau, der auf eine der ältesten christlichen Kultstätten der Stadt zurückgeht. Titelkirche der römisch-katholischen Kirche im Rang einer Basilica minor. Heute Klosterkirche des Passionistenordens, Rektoratskirche. Besondere Bedeutung kommt ihr zu wegen der darunter ausgegrabenen Reste antiker römischer Häuser mit vorchristlichen und christlichen Wandbildern.                   |
| San Giovanni della Pigna                     |      | 955–1584 Neubau 1624        | San Giovanni della Pigna, auch San Giovanni de Pinea, Titeldiakonie im Stadtviertel Pigna, der Altstadt von Rom. Seit 1985 Sitz der Diakonie San Giovanni della Pigna |
| San Girolamo della Carità                    |      | ab 1654                     | San Girolamo della Carità (lat.: Sancti Hieronymi a Caritate in via Iulia), Titeldiakonie, beherbergt zwei bedeutende Kapellen des Barock sowie weitere Kunstwerke. |
| San Girolamo dei Croati                      |      | ab elftes Jahrhundert       | Nationalkirche der Kroaten in Rom |
| San Giuliano dei Fiamminghi                  |      | 1492                        | Titeldiakonie und zudem Nationalkirche der Belgier in Rom (Flämisch: Sint Juliaan der Vlamingen) |
| San Giuseppe dei Falegnami                   |      | 1663                        | San Giuseppe dei Falegnami (lat.: Sancti Iosephi Fabrorum Lignariorum „Kirche des Heiligen Josefs des Schutzpatrons der Schreiner“), römisch-katholischen Kirche im Rione Campitelli, am Clivus Argentarius beim Forum Romanum. Sie wurde über dem Mamertinischen Kerker errichtet. Seit 2012 Titeldiakonie; hervorgegangen aus einer Andachtstelle, die bereits im 4. Jahrhundert in den Kerkerräumen entstand, aus der sich dann wiederum die Kirche San Pietro in Carcere entwickelte.                   |
| San Giuseppe alla Lungara                    |      | ab 1730                     | Klosterkirche der Kongregation Pii Operai Catechisti Rurali, bekannt für die ungewöhnliche Gestaltung des Innenraums |

### I
| Name                        | Bild | Baujahr                     | Bemerkung |
| --------------------------- | ---- | --------------------------- | --- |
| Sant’Ignazio                |      | 1650                        | Sant’Ignazio di Loyola in Campo Marzio (lateinisch Sancti Ignatii de Loyola in Campo Martio) („hl. Ignatius von Loyola auf dem Marsfeld“), oder kurz Sant’Ignazio. Die dem heiligen Ignatius von Loyola geweihte Kirche und Titeldiakonie ist neben Il Gesù die zweite große Jesuitenkirche in Rom und Grablege dreier Heiliger sowie eines Papstes. Die Kirche ist für ihre herausragenden perspektivischen Fresken bekannt. |
| Sant’Isidoro a Capo le Case |      | Ende 16. u. 17. Jahrhundert | Sant’Isidoro a Capo le Case, Kirchen- und Klostergebäude der Franziskaner im Stadtteil Ludovisi auf dem Pincio; die Kirche ist die irische Nationalkirche in Rom. Von 1810 bis 1820 beheimatete das Konventsgebäude die Künstlerkolonie der Nazarener. |
| Sant’Ivo alla Sapienza      |      | 1664                        | Sant’Ivo alla Sapienza, Barockkirche, erbaut 1642–1664 von Francesco Borromini. Sie ist dem heiligen Ivo geweiht, dem Schutzpatron der Juristen, und liegt am Corso del Rinascimento östlich der Piazza Navona. Die einzigartige architektonische Gestaltung dieses Zentralbaus sowie seine komplexe concettistische Symbolik machen ihn zu einer der originellsten und schönsten Kirchen in Rom.                             |

### L
| Name                   | Bild | Baujahr                   | Bemerkung |
| ---------------------- | ---- | ------------------------- | --- |
| San Lorenzo in Damaso  |      | 1497                      | San Lorenzo in Damaso (lateinisch: Sancti Laurentii in Damaso), eine dem römischen Diakon und Märtyrer Laurentius von Rom geweihte Basilika und Titelkirche. Der Vorgängerbau aus dem Jahr 380 gehörte zu den ältesten Kirchen Roms, wurde aber im 15. Jahrhundert abgerissen und um 1497 durch die heutige Kirche ersetzt. Diese ist als Neubau einer Palastkirche in den riesigen Renaissance-Komplex des Palazzo della Cancelleria einbezogen und hat keine eigene äußere Fassade. |
| San Lorenzo in Lucina  |      | 1196                      | San Lorenzo in Lucina (lateinisch Sancti Laurentii in Lucina) ist eine dem heiligen Laurentius geweihte Basilika. Sie ist Pfarrkirche der gleichnamigen Pfarrei und Titelkirche der römisch-katholischen Kirche. Sie war Stationskirche für den Freitag der dritten Fastenwoche. Kunsthistorische Bedeutung hat sie u. a. durch Werke von Gian Lorenzo Bernini und das Grabmal von Nicolas Poussin. Auch der Komponist Bernardo Pasquini fand in der Kirche seine letzte Ruhe.        |
| Santi Luca e Martina   |      | ab 5. oder 6. Jahrhundert | Santi Luca e Martina gilt wegen der Fassade als wegweisend und als „wichtiger Initialbau des römischen Hochbarock“. Sie enthält eine Unterkirche sowie das Grab Pietro da Cortonas und ist dessen bedeutendstes Bauwerk in Rom. |
| Santa Lucia in Selci   |      | 6. Jahrhundert            | Santa Lucia in Selci, früher auch Santa Lucia in Orphea, befindet sich auf dem römischen Hügel Esquilin im Stadtteil Monti. Ihren Namen erhielt sie von ihrer Lage an der gepflasterten (italienisch = selciato) Via Labicana. |
| San Luigi dei Francesi |      | 1589                      | San Luigi dei Francesi (französisch Saint-Louis-des-Français; lateinisch Sancti Ludovici Francorum de Urbe), die zwischen 1518 und 1589 errichtete, nahe der Piazza Navona gelegene Kirche ist die französische Nationalkirche, die dem hl. König Ludwig IX. von Frankreich geweiht ist. Titelkirche stets von Kardinälen, die auch Erzbischöfe von Paris sind. |

### M
| Name                                     | Bild | Baujahr                     | Bemerkung |
| ---------------------------------------- | ---- | --------------------------- | --- |
| San Marcello al Corso                    |      | 1597                        | San Marcello (lat.: Sancti Marcelli), auch San Marcello al Corso, Klosterkirche der Serviten, Titelkirche sowie Stationskirche für die Fastenzeit. |
| San Marco                                |      | ab etwa 340                 | San Marco, vollständig Basilica di San Marco Evangelista al Campidoglio (lat.: Sancti Marci) ist eine Basilica minor. Titelkirche sowie Regionalkirche der Venezianer, gelegen an der Piazza San Marco, ist sie fast vollständig vom Palazzo Venezia, der einstigen römischen Niederlassung der Serenissima Repubblica di San Marco, umgeben. Der Kreuzgang der Kirche ist zugleich Hof des Palazzos. |
| Santa Maria degli Angeli e dei Martiri   |      | um 16. Jahrhundert          | Santa Maria degli Angeli e dei Martiri, Basilika und Titelkirche, befindet sich an der Piazza della Repubblica nahe dem Bahnhof Termini. |
| Santa Maria dell’Anima                   |      | um 1523                     | Santa Maria dell’Anima (lat.: Sanctae Mariae de Anima) war die deutsche katholische Nationalkirche, wobei deutsch hier das Gebiet des ehemaligen Heiligen Römischen Reiches meinte, und ist heute die Kirche der Deutsch sprechenden Katholiken in Rom. Papst Hadrian VI. († 1523) ist im Chor der Kirche begraben. |
| Santa Maria Antiqua                      |      | 6. Jahrhundert              | Santa Maria Antiqua (lateinisch Ecclesia Sanctae Mariae Antiquae) entstand durch Umgestaltung von Teilen des kaiserlichen Palasts am Fuß des Palatin. |
| Santa Maria in Aquiro                    |      | 1728                        | Santa Maria in Aquiro, auch Santa Maria in Cyro, Titeldiakonie, Pfarrkirche und Klosterkirche der Somasker. Darüber hinaus ist sie römisches Zentrum der Maria-von-Lourdes-Verehrung. Ihr heutiges äußeres Aussehen erhielt sie im Wesentlichen im späten 16. Jahrhundert, der Innenraum wurde in weiten Teilen im 19. Jahrhundert im neubarocken Stil gestaltet. |
| Santa Maria in Aracoeli                  |      | 1268                        | ausgestattet mit 25 Kapellen, darunter die Bufalini-Kapelle (1486) |
| Santa Maria in Campitelli                |      | 1566                        | Santa Maria in Campitelli, vollständiger Name Santa Maria in Portico in Campitelli, auch Santa Maria in Portico, Titeldiakonie sowie Ordenskirche der Regularkanoniker Madre di Dio („Leonardini“) und Pfarrkirche. Sie gehört zu den bedeutendsten Bauwerken des römischen Barock und gilt als Hauptwerk Carlo Rainaldis. |
| Santa Maria in Cappella                  |      | 1090                        | Santa Maria in Cappella, auch Santa Maria della Pigna, stammt in Teilen noch aus dem 11. Jahrhundert und diente unter anderem als Hospital. Ihre Geschichte war seit dem 17. Jahrhundert eng mit der Geschichte der Doria-Pamphilj verbunden. In der Kirche wurde der spätere Papst Pius IX. zum Priester geweiht. Heute ist sie, zumeist nicht öffentlich zugänglich, Kirche eines benachbarten Altersheimes, das von Vinzentinerinnen geführt wird. |
| Santa Maria della Consolazione           |      | ab 1470                     | Santa Maria della Consolazione (lat.: Sanctae Mariae Consolationis), entstammt im Wesentlichen dem Barock und ist Klosterkirche der römischen Kapuziner. Bekannt ist sie für ihre Ausstattung mit Fresken und weiteren Kunstwerken. |
| Santa Maria in Cosmedin                  |      | 6. Jahrhundert              | Basilica minor Bocca della Verità (Wahrheitsmund) in der Vorhalle |
| Santa Maria in Domnica                   |      | 7. Jahrhundert              | Santa Maria in Domnica (lat.: Sanctae Mariae in Domnica), auch Santa Maria alla Navicella, vollständig Santa Maria in Domnica alla Navicella, ist eine Basilika und steht auf dem Scheitel des Monte Celio im 19. römischen Rione Celio. Sie ist die Stationskirche des zweiten Fastensonntags (Reminiscere). |
| Santissimo Nome di Maria al Foro Traiano |      | 18. Jahrhundert             | Titelkirche der römisch-katholischen Kirche sowie Bruderschaftskirche |
| Santa Maria Immacolata a Via Veneto      |      | 1626–1631                   | Teil eines Kapuzinerkloster an der Via Veneto nahe der Piazza Barberini mit bekanntem Ossuarium in der Krypta. |
| Santa Maria d’Itria                      |      | 1578                        | Santa Maria d’Itria, auch Santa Maria dei Siciliani, entstand im Wesentlichen in der zweiten Hälfte des 16. Jahrhunderts und wurde im 19. Jahrhundert noch mehrfach restauriert. Sie war sizilianische Nationalkirche. |
| Santa Maria di Loreto                    |      | 1573                        | Santa Maria di Loreto inmitten der römischen Altstadt neben der Trajanssäule ist Teil eines Zwillingskirchenpaares in Rom; ihr benachbartes Pendant ist Santissimo Nome di Maria al Foro Traiano. |
| Santa Maria della Luce                   |      | zuletzt 1882                | Santa Maria della Luce, bis in das 18. Jahrhundert San Salvatore della Corte, ist Kirche der Terziaren des Ordens der Paulaner und weiterer Gemeinschaften. In ihrer heutigen Form entstammt sie einem fast vollständigen Neubau, der in der ersten Hälfte des 18. Jahrhunderts begonnen wurde und 1821 abgeschlossen war. |
| Santa Maria Maddalena                    |      | ab 15. bzw. 17. Jahrhundert | Santa Maria Maddalena, in Rom allgemein La Maddalena genannt, ist Klosterkirche der Kamillianer und Nationalkirche der Bewohner der Abruzzen. Sie gilt als eine der schönsten Rokokokirchen Roms. |
| Santa Maria sopra Minerva                |      | ab 1280                     | ausgestattet mit mehreren Kapellen, darunter die Carafa-Kapelle (ab 1488) |
| Santa Maria dei Miracoli                 |      | 1679                        | Santa Maria dei Miracoli (lat.: Sanctae Mariae Miracolorum) ist eine der berühmten, zwischen 1662 und 1679 errichteten Zwillingskirchen an der Piazza del Popolo. Architekten des Bauwerkes westlich der Via del Corso waren – wie schon bei der östlich davon stehenden Schwesterkirche Santa Maria in Montesanto – Carlo Rainaldi, Carlo Fontana und Gian Lorenzo Bernini. Möglicherweise gab Papst Alexander VII. die Anregung zum Bau der Kirche, die zur urbanistischen Ausgestaltung des wichtigen Platzes am nördlichen Eingang der Stadt beitrug. |
| Santa Maria di Monserrato                |      | 1555                        | Santa Maria di Monserrato, auch Santa Maria in Monserrato degli Spagnoli (lat.: Sanctae Mariae Hispanorum in Monte Serrato), steht im Stadtviertel Regola und wurde 1518 nach Entwürfen von Antonio da Sangallo d. J. als Kirche der Aragonesen und Katalanen begonnen. 1582–84 entstand nach Plänen von Francesco da Volterra der untere Teil der Fassade; erst gegen 1673/75 war die Kirche zumindest weitgehend fertiggestellt. Seit 1807 ist Santa Maria di Monserrato die spanische Nationalkirche in Rom. |
| Santa Maria in Monterone                 |      | 1351                        | Santa Maria in Monterone, Teile der heutigen Kirche entstammen noch dem 14. Jahrhundert, sie wurde mehrfach renoviert und umgebaut, grundlegend im 17. Jahrhundert. Sie ist heute Klosterkirche der Redemptoristen. |
| Santa Maria in Montesanto                |      | 1679                        | Santa Maria in Monte Santo ist eine der berühmten, zwischen 1662 und 1679 errichteten Zwillingskirchen an der Piazza del Popolo. Architekten des Bauwerkes östlich der Via del Corso waren – wie auch später bei der westlich davon stehenden Schwesterkirche Santa Maria dei Miracoli – Carlo Rainaldi, Carlo Fontana und Gian Lorenzo Bernini. Der Einfall zum Bau der zwei nahezu identischen Marienkirchen am Beginn des von der Piazza del Popolo ausgehenden Corso könnte von Papst Alexander VII. selbst stammen. |
| Santa Maria ai Monti                     |      | ab 1580                     | Santa Maria ai Monti (lat.: Sanctae Mariae ad Montes), in der Literatur auch Santa Maria dei Monti, Pfarrkirche und Titelkirche, in Rom häufiger in der Kurzform und uneinheitlich Madonna ai Monti beziehungsweise Madonna dei Monti genannt, entstand im späten 16. Jahrhundert und gilt als eine der schönsten Kirchen Roms aus dieser Zeit. |
| Santa Maria dell’Orto                    |      | 1567                        | Santa Maria dell’Orto in Trastevere, dem XIII. Rione in der Via Anicia 10. 1489–1567 wurde die heutige Kirche gebaut. Für deren Unterhalt und Ausgestaltung sorgten zwölf Zünfte, ständische Körperschaften römischer Handwerker, die als „università“ bezeichnet wurden. 1492 genehmigte Papst Alexander VI. die Gründung einer Bruderschaft, die Papst Sixtus V. 1588 zur Erzbruderschaft mit dem Privileg erhob, jährlich die Freilassung einer zum Tode verurteilten Person zu erwirken. |
| Santa Maria della Pace                   |      |                             | Titelkirche und Klosterkirche brasilianischer Nonnen, berühmt für ihre – auch in Rom – einzigartige Barockfassade sowie für einige vorzügliche Kunstdenkmäler im Inneren. Daneben liegt der Kreuzgang, das erste gesicherte Werk Donato Bramantes in Rom |
| Santa Maria del Popolo                   |      | 1099                        | Santa Maria del Popolo (lat.: Sanctae Mariae de Populo), heute Basilica Santa Maria del Popolo, befindet sich an der Piazza del Popolo im Stadtteil Campo Marzio, direkt an der Porta del Popolo. Die Basilica minor ist seit dem 13. April 1587 eine der römischen Titelkirchen. Die dreischiffige Gewölbekirche mit einer achteckigen Vierungskuppel und einer einfachen Fassade mit Pilasterschmuck zählt zu den wichtigsten Kirchenbauten der Frührenaissance in Rom und birgt eine Vielzahl bedeutender Kunstwerke der Architektur, Skulptur und Malerei. |
| Santa Maria del Priorato                 |      | ab 1765                     | Prioratskirche des Souveränen Malteserordens und einziges Bauwerk, an dem Giovanni Battista Piranesi als Architekt mitwirkte |
| Santa Maria in Publicolis                |      | 1643                        | Santa Maria in Publicolis, in der Via dei Falegnami, im Stadtteil Sant’Eustachio, ist seit 1858 den Missionaren dei Sacri Cuori di Gesù e Maria anvertraut, die von dem heiligen Gaetano Errico gegründet wurden, der sie zu seinem Haupthaus machte. |
| Santa Maria dei Sette dolori             |      | 1670                        | Santa Maria dei Sette dolori entstammt im Wesentlichen dem 17. Jahrhundert und ist Klosterkirche. Bekannt ist sie für die ungewöhnliche und nicht vollendete Fassade sowie für die wohl auf antike Vorbilder zurückgehenden Architekturteile im Inneren. |
| Santa Maria della Vittoria               |      | 1608–1620                   | ausgestattet mit acht Seitenkapellen, darunter die Cornaro-Kapelle (1647–1652) |
| San Michele in Sassia                    |      | ab 9. Jahrhundert           | San Michele in Sassia (lat.: Sancti Michaelis in Saxia), auch Santi Michele e Magno oder auch Friesenkirche (nl: Friezenkerk) genannt, am Borgo Santo Spirito 41, gegenüber dem Petersplatz ist in Rom die Kirche der Friesen und stammt aus dem 9. Jahrhundert, umgebaut im 13. Jahrhundert umgebaut und mit einem Campanile versehen. Von 1756 bis 1759 wurde die Kirche zu einer dreischiffigen Pfeilerbasilika umgebaut. Im linken Seitenschiff befindet sich das Grab des Malers Anton Raphael Mengs. |
| Santa Maria in Traspontina               |      | 1587                        | Santa Maria in Traspontina (lat.: Sanctae Mariae in Transpontina), Titelkirche, entstand am heutigen Standort im Wesentlichen im 16. Jahrhundert, wurde aber erst 1668 vollendet. |
| Santa Maria in Trastevere                |      | ab 220                      | Santa Maria in Trastevere (lat.: Sanctae Mariae trans Tiberim) ist die älteste Marienkirche Roms und bildet mit dem davorliegenden Platz das Zentrum des Viertels Trastevere. |
| Santa Maria in Trivio                    |      | ab 6. Jahrhundert           | Santa Maria in Trivio im Rione Trevi. Die erste Kirche an dieser Stelle wurde kurz nach dem Gotenkrieg auf Geheiß des Feldherrn Belisarios errichtet, was durch eine noch vorhandene lateinische Inschrift aus dem 13. Jahrhundert belegt ist. Ursprünglich gehörte sie zu einem Hospital, daher rührt auch ihre ältere Bezeichnung Santa Maria in Sinodocrio (von mittelgriechisch ξενοδὀχιον xenodochion – ‚Hospital‘). Später erhielt sie den Beinamen Trivio oder Trevi aufgrund der benachbarten Bögen des Trevi-Aquäduktes. Im Jahr 1573 wurde die baufällige Kirche von dem Architekten Giacomo del Duca wiederhergestellt. Ein weiterer Umbau erfolgte 1656 unter Papst Alexander VII., der sie auch wieder dem Dienst an den Kranken widmete. Heute Teil des Mutterhauses der Missionare vom Kostbaren Blut. |
| Santa Maria in Vallicella                |      | etwa 1606                   | Santa Maria in Vallicella (allgemein Chiesa Nuova genannt; lateinisch Sanctae Mariae in Vallicella), barocke Kirche bzw. Titelkirche aus dem späten 16. Jahrhundert, beherbergt u. a. die Grablege des heiligen Philipp Neri sowie drei Frühwerke von Peter Paul Rubens. |
| Santa Maria in Via                       |      | 1513                        | Santa Maria in Via (lateinisch Sanctae Mariae in Via), auch Madonna del Pozzo, Basilika, wurde in ihrer jetzigen barocken Form von 1491 bis 1513 erbaut und befindet sich an der Straße Via del Tritone etwa 30 Meter nördlich des Trevi-Brunnens im römischen Stadtteil Trevi und hat wie viele in Rom keinen Kirchturm. Der Bau besteht neben dem Kirchenschiff aus fünf Kapellen und hat einen marmornen Altar von 1758. |
| Santa Maria in Via Lata                  |      | ab 831                      | Santa Maria in Via Lata (lateinisch Sanctae Mariae in Via Lata), Titeldiakonie und Rektoratskirche. Sie entstand im Barock auf wesentlich älteren Vorgängerbauten und beherbergt unter anderem die Grablegen der Familie Bonaparte. |

### N
| Name                   | Bild | Baujahr                        | Bemerkung |
| ---------------------- | ---- | ------------------------------ | --- |
| Santi Nereo e Achilleo |      | um 814                         | Santi Nereo e Achilleo (lat.: Sancti Nerei et Achillei), ist den heiligen Nereus und Achilleus geweiht. Der um 369 errichtete frühchristliche Vorgängerbau gehört zu den ältesten Titelkirchen Roms unter dem ursprünglichen Namen Titulus Fasciolae. |
| San Nicola in Carcere  |      | etwa ab 8. bzw. 9. Jahrhundert | Titeldiakonie, Nationalkirche der Apulier und Lukanier in Rom sowie ehemalige Kollegiats- und Pfarrkirche |

### O
| Name                      | Bild | Baujahr | Bemerkung |
| ------------------------- | ---- | ------- | --- |
| Sant’Omobono              |      | 1574    | Sant’Omobono liegt am Kapitolinischen Hügel in der Rione Ripa, ihre Vorgängerkirche San Salvatore in Portico aus dem 4. Jahrhundert wurde ab dem 15. Jahrhundert umgebaut und 1574 nach dem Verkauf an die Università dei Sartori (Zunft der Schneider) fertiggestellt und dem hl. Homobonus von Cremona, dem Schutzpatron der Schneider, geweiht. Nach ihr wurde die Ausgrabungsstätte Area sacra di Sant’Omobono benannt, die die Kirche umgibt. |
| Sant’Onofrio al Gianicolo |      | ab 1439 | Kloster, Kreuzgang und Kirche gelten als die frühesten Bauwerke der Renaissance in Rom |

### P
| Name                   | Bild | Baujahr           | Bemerkung |
| ---------------------- | ---- | ----------------- | --- |
| Pantheon               |      | um 128            | Das Pantheon wurde vermutlich am 13. Mai des Jahres 609 in eine christliche Kirche umgewandelt, nachdem es der Kaiser Phokas dem Papste Bonifatius IV. geschenkt hatte, und der heiligen Maria sowie allen christlichen Märtyrern geweiht. In ihr werden vor allem an hohen Feiertagen Messen gefeiert. Die Kirche wurde am 23. Juli 1725 von Papst Benedikt XIII. zur Titeldiakonie erhoben. Papst Pius XI. übertrug diese am 26. Mai 1929 an die 400 Meter entfernte Kirche Sant’Apollinare alle Terme Neroniane-Alessandrine. Santa Maria ad Martyres trägt den Titel einer Basilica minor und ist der Pfarrgemeinde Santa Maria in Aquiro angeschlossen. Das Gebäude gehört dem italienischen Staat und wird vom Ministerium für Kulturgüter und Tourismus unterhalten. |
| San Pietro in Montorio |      | 1500              | San Pietro in Montorio (lat.: Sancti Petri in Monte Aureo), die in der Renaissance errichtete Klosterkirche ist zugleich Titelkirche und liegt auf dem Osthang des Gianicolo an dem Ort, wo der Legende nach der Apostel Petrus gekreuzigt wurde. Ihren Namen erhielt die Kirche von der goldbraunen Färbung des Bodens an dieser Stelle (ital.: monte d’oro). Bekannt ist sie u. a. wegen des im ersten Klosterhof gelegenen Tempietto di Bramante, eines von Donato Bramante ausgeführten kleinen Rundtempels, der als Vollendung der Hochrenaissance gilt. Sie enthält eine Reihe bedeutender Werke aus dem 16. und 17. Jahrhundert. |
| San Pietro in Vincoli  |      | 439/440           | San Pietro in Vincoli al Colle Oppio, (lateinisch Sancti Petri ad vincula, deutsch St. Peter in den Ketten) liegt am Esquilin-Hügel im XV. Rione in der Nähe des Kolosseums und ist eine Rektoratskirche, Basilika minor und Titelkirche mit der Bezeichnung Titulus sancti Petri in vinculis. |
| Santa Prassede         |      | vor 489           | Santa Prassede (lat. Sanctae Praxedis) ist eine frühmittelalterliche Basilika und Titelkirche, die sich in der Nähe der Kirche Santa Maria Maggiore auf dem Esquilin befindet. |
| Santa Prisca           |      | um 5. Jahrhundert | Santa Prisca ist eine der ältesten Titelkirchen sowie Oratorium der Augustiner-Eremiten und Stationskirche. Bekannt ist sie weniger wegen des Kirchenbaus als solchem, sondern wegen der darunterliegenden Reste antiker römischer Bauten, vor allem des Mithräums. |
| Santa Pudenziana       |      | um 384            | Santa Pudenziana, vollständig Santa Pudenziana al Viminale, lat. Sanctae Pudentianae, gehört zu den ältesten Kirchen in Rom; es ist eine Titelkirche, im Rang einer Basilica minor steht. Dort finden auch die Gottesdienste der philippinischen Katholiken in Rom statt. |

## Q
| Name                   | Bild | Baujahr        | Bemerkung |
| ---------------------- | ---- | -------------- | --- |
| Santi Quattro Coronati |      | 4. Jahrhundert | Santi Quattro Coronati (lateinisch Sanctorum Quattuor Coronatorum, deutsch Basilika der Vier Gekrönten), vollständig Santi Quattro Coronati al Laterano, gehört zu einem Gebäudekomplex mit einem Kloster, der bis ins 4. Jahrhundert zurückgeht. Sie steht auf dem Hügel Celio (lat. Caelius) zwischen dem Kolosseum und dem Lateran. Obwohl die Kirche heute wenig beachtet in einer Seitenstraße liegt, spielte sie doch eine bedeutende Rolle in der Geschichte Roms. Sie gehört zu einem im selben Kirchen- und Klosterensemble beheimateten und in Klausur lebenden Schwesternkonvent von kontemplativen Augustiner-Chorfrauen. |

### R
| Name                                   | Bild | Baujahr   | Bemerkung |
| -------------------------------------- | ---- | --------- | --- |
| Santissimo Redentore e di Sant’Alfonso |      | 1855–1859 | dt.: Kirche des Erlösers und des heiligen Alfons von Liguori, neugotische turmlose Basilika, Titelkirche, beherbergt das Original des weltberühmten Gnadenbilds Unserer Lieben Frau von der Immerwährenden Hilfe       |
| Sante Rufina e Seconda                 |      | 1123      | Sante Rufina e Seconda, spätestens mittelalterliche – möglicherweise noch deutlich ältere – Kirche steht auf antiken Gebäuderesten und ist heute Klosterkirche der Suore di Carità dell’Immacolata Concezione d’Ivrea. |

### S
| Name                               | Bild | Baujahr                      | Bemerkung |
| ---------------------------------- | ---- | ---------------------------- | --- |
| San Saba (Rom)                     |      | um 650                       | San Saba (lateinisch Sancti Sabae), auch Santi Saba ed Ansano, entstand im 7. Jahrhundert. Ihr heutiges Aussehen verdankt die Basilica minor dem Neubau im 12. und Umbauten im 15. Jahrhundert. Sie ist Pfarrkirche, seit 1959 auch Titeldiakonie. |
| Santa Sabina                       |      | um 435                       | Santa Sabina all’Aventino, Basilica minor, liegt auf dem Aventin-Hügel im XII. Rione Ripa, etwa 400 m südwestlich vom Circus Maximus. Hier befindet sich der Sitz (Curia) des Dominikaner-Ordens. |
| San Salvatore delle Coppelle       |      | um 1195                      | San Salvatore delle Coppelle (lat.: Sancti Salvatoris de Cuppellis), in Rom uneinheitlich, aber häufig auch San Salvatore alle Coppelle, stammt ihrer Grundstruktur nach aus dem 12. Jahrhundert, wurde aber im 18. Jahrhundert fast vollständig barockisiert. Heute Kirche der römischen Gemeinde der Rumänischen griechisch-katholischen Kirche und gleichzeitig Nationalkirche von Rumänien in Rom. |
| San Salvatore in Lauro             |      | um 1177                      | San Salvatore in Lauro (lateinisch Sancti Salvatoris in Laurum), die Kirche liegt am Tiberufer gegenüber der Engelsburg und wurde erstmals 1177 erwähnt. |
| San Sebastiano al Palatino         |      | um 10. Jahrhundert           | San Sebastiano al Palatino, auch San Sebastiano alla Polveria, offiziell San Sebastiano e Zotico ist Titeldiakonie der römisch-katholischen Kirche und war Schauplatz eines Konklaves. |
| Nostra Signora del Sacro Cuore     |      | 1450                         | auch San Giacomo degli Spagnoli genannt, Titeldiakonie |
| San Silvestro in Capite            |      | ab 8. Jahrhundert            | San Silvestro in Capite (lateinisch Sancti Silvestri in Capite), Titelkirche, wurde im 8. Jahrhundert auf antiken Gebäuderesten errichtet, ihr Vorhof enthält eine Vielzahl antiker und mittelalterlicher Spolien. Sie ist Nationalkirche der englischen Katholiken und wird von Pallottinern verwaltet. |
| Santi Silvestro e Martino ai Monti |      | um 4. Jahrhundert            | Santi Silvestro e Martino ai Monti (lateinisch: Sanctorum Silvestri et Martini in Montibus), gebräuchlicher San Martino ai Monti, steht im Rang einer Basilica minor und ist zudem Titelkirche, Pfarrkirche sowie Klosterkirche der Unbeschuhten Karmeliten. Sie wurde über einer der ältesten christlichen Andachtsstätten Roms errichtet und enthält einige bedeutende Fresken. |
| San Silvestro al Quirinale         |      | 1584                         | San Silvestro al Quirinale (lat.: Sancti Silvestri in Quirinali), auch San Silvestro in Cavallo, nach den in der Nähe befindlichen Pferden der Dioskurengruppe, steht auf dem Quirinal im Rione Trevi. |
| San Sisto Vecchio                  |      | ab 595                       | Dominikanerinnen-Klosterkirche, Titelkirche und Basilica minor |
| Santo Spirito in Sassia            |      | ab 1198                      | Santo Spirito in Sassia, Kirche sowie ehemaliges Hospiz, das eines der größten mittelalterlichen Krankenhäuser und eine bedeutende Forschungseinrichtung für die medizinischen Wissenschaften und die Pharmazie der frühen Neuzeit war. Sixtus IV. ließ um 1470–1475 eine neue Kirche errichten, von welcher sich noch der Baccio Pontelli zugeschriebene Campanile erhalten hat. 1538, unter Paul III., begann im Zuge seiner urbanistischen Erneuerung Roms der abermalige Neubau nach Plänen von Antonio da Sangallo d. J. Die Fassade wurde erst unter Sixtus V. von Ottaviano Mascherino vollendet. |
| Santo Stefano del Cacco            |      | 9. Jahrhundert               | Santo Stefano del Cacco, im Rione Pigna, in der gleichnamigen Straße. Ursprünglicher Name der Kirche Santo Stefano de Pinea, nach dem Pinienzapfen aus römischer Zeit, der in diesem Gebiet gefunden wurde und dem Rione seinen Namen gab. Er befindet sich heute im Cortile della Pigna im Vatikan. Die volkstümliche Bezeichnung del Cacco kommt von der Verballhornung von Macaco (Affen), für eine Pavianstatue die in der Nähe des Portals der Kirche gefunden wurde und sich heute im Museo Gregoriano Egizio befindet.                                                                            |
| Santo Stefano Rotondo              |      | ab Mitte des 5. Jahrhunderts | Titelkirche von Friedrich Kardinal Wetter, Rektoratskirche der Pfarrei Santa Maria in Domnica und Nationalkirche von Ungarn |
| Santa Susanna (Rom)                |      | 1603                         | Santa Susanna (lateinisch Sancta Susanna), vollständig Santa Susanna alle Terme di Diocleziano, geweiht der heiligen Susanna von Rom, zählt zu den ältesten Titelkirchen. |

### T
| Name                              | Bild | Baujahr        | Bemerkung |
| --------------------------------- | ---- | -------------- | --- |
| Tempietto di Bramante             |      | ca. 1510       | Tempietto di Bramante (wörtlich Tempelchen Bramantes) ist ein kleiner Rundtempel in einem Hof des ehemaligen Klosters von San Pietro in Montorio. Er wurde über der vermeintlichen Kreuzigungsstelle des Apostels Petrus von dem italienischen Renaissance-Baumeister Donato Bramante errichtet, nach dem er auch benannt ist. Die Bedeutung dieses Kirchenbaus liegt in der Zusammenführung eines antiken Peripteros-Tempels mit neuen römischen Architekturelementen in harmonischen und eleganten Proportionen. Der Tempietto gilt als Schlüsselwerk der Architektur der Hochrenaissance, wie auch als Initialbau für den Typ der zentralen Grabeskirche. |
| San Teodoro al Palatino           |      | 6. Jahrhundert | San Teodoro al Palatino ' (Titulus Sancti Theodori in Palatio), auch kurz San Toto genannt, im X. Rione Campitelli, wurde im 6. Jahrhundert an der antiken Straße, die das Forum Romanum mit dem Forum Boarium entlang des Nordwestabhangs des Palatin verband, errichtet und ist dem Heiligen Theodor Tiro von Euchaita geweiht, der um 306 als Märtyrer gestorben ist. |
| San Tommaso di Canterbury         |      | 1888           | San Tommaso di Canterbury, auch San Tommaso degli Inglesi und Santissima Trinità e San Tommaso di Canterbury, Kollegiatkirche des Venerable English College, des Kollegs englischsprachiger Seminaristen. In ihrer heutigen Gestalt entstand sie auf den Resten von Vorgängerbauten in der zweiten Hälfte des 19. Jahrhunderts im Stil der Neoromanik. Bekannt ist sie für ihre Ausmalung und das Grabmal des Kardinals Christopher Bainbridge. |
| Santissima Trinità dei Monti      |      | 1585           | Santissima Trinità dei Monti, auch Santa Trinità dei Monti oder Santissima Trinità al Monte Pincio (lateinisch Sanctissimae Trinitatis in Monte Pincio, „Allerheiligste Dreifaltigkeit am Berge Pincio“), befindet sich oberhalb der Spanischen Treppe in Rom. Vor der Kirche steht der Obelisco Sallustiano. |
| Santissima Trinità dei Pellegrini |      | ab 1186        | Santissima Trinità dei Pellegrini (lat.: Sanctissimae Trinitatis Peregrinorum; dt.: Allerheiligste Dreifaltigkeit der Pilger) Kirche und ehemaliges, gleichnamiges Pilgerheim im Stadtviertel Regola. Die Kirche des von Philipp Neri gegründeten Pilgerhospizes wurde im späten 16. Jahrhundert an der Piazza della Trinità dei Pellegrini in der Nähe der Ponte Sisto und des Palazzo Farnese errichtet. Seit 2008 ist sie Personalpfarrei für die Gläubigen der außerordentlichen Form des Römischen Ritus. |

### V
| Name                                       | Bild | Baujahr | Bemerkung |
| ------------------------------------------ | ---- | ------- | --- |
| Santi Vincenzo e Anastasio a Trevi         |      | um 1570 | Santi Vincenzo ed Anastasio a Trevi (Kirche der Heiligen Vinzenz’ und Anastasius’) als Barockkirche zwischen 1646 und 1650 vom italienischen Architekten Martino Longhi dem Jüngeren geplant. Auftraggeber war der französische Kardinal Jules Mazarin. Die Kirche befindet sich am Trevi-Brunnen. Namensgeber sind die beiden Märtyrer Vinzenz und Anastasius. |
| Santi Vitale, Valeria, Gervasio e Protasio |      | ab 408  | Pfarrkirche, Stationskirche, Titelkirche und Basilica minor; die San Vitale ist eine der ältesten römischen Kirchen. |